# Barranc del Prat de la Font de Roca
El Barranc del Prat de la Font de Roca és un barranc del terme de Castell de Mur, a l'antic terme de Mur.
Es forma al sud de la partida de los Masos, en els contraforts de llevant de les Borrelles de Dellà, des d'on baixa cap al sud-est. Rep l'afluència del barranc dels Masos d'Urbà, passa a llevant de la Vinya d'Urbà i poc després s'aboca en el barranc d'Arguinsola.